# Slag bij Lade
De Slag bij Lade was een zeeslag in 494 v.Chr. tussen de Griekse Ioniërs en het Achaemenidische Rijk.
De Ionische Opstand werd geleid door de Griekse aristocraten en ze trachtten daarvoor de steun te krijgen van de Grieken op het vasteland. Sparta weigerde de opstand te steunen, maar Athene zond 20 schepen met soldaten, terwijl de stad Eretria op het eiland Euboea vijf schepen zond. Deze hulp was echter meer een gebaar dan een serieuze veldtocht. Na in 499 v.Chr. te hebben deelgenomen aan de verovering en verwoesting van Sardis, de Lydische hoofdstad, zeilden de Grieken huiswaarts, waarna de Ioniërs de strijd alleen moesten voortzetten. Hierna, toen de Perzische strijdkrachten eenmaal gemobiliseerd waren, werden de Ioniërs al spoedig verslagen. De stad Milete werd als straf voor de leidende rol bij de opstand, geplunderd en verwoest, terwijl de burgers werden vermoord, tot slaaf gemaakt, of gedeporteerd. 
Bovendien besloot Darius I, de Perzische sjah, dat de Grieken moesten worden gestraft voor hun interventie in Ionië. Hij verzamelde een Perzische strijdmacht van 20.000 man en begon een strafexpeditie. De zeeslag bij Lade, een eiland voor de kust van Milete, eindigde in een overwinning voor de Perzische vloot. De Ionische Opstand had vijf jaar geduurd.